# نمک کره‌ای
نمک کره‌ای نوعی چاشنی است که در اواخر قرن بیستم به منظور ترکیب طعم‌های موجود در نمک و کره ایجاد شد. این در اصل نمک است که، با طعم دهنده کره غنی شده و به شکل پودری طلایی‌رنگ درآمده است. نمک کره‌ای اغلب به عنوان چاشنی پاپ کورن استفاده می‌شود.
محتویات این چاشنی معمولاً نمک، طعم دهنده کره مصنوعی و رنگ خوراکی زرد است.